# Lutkea grzebieniasta

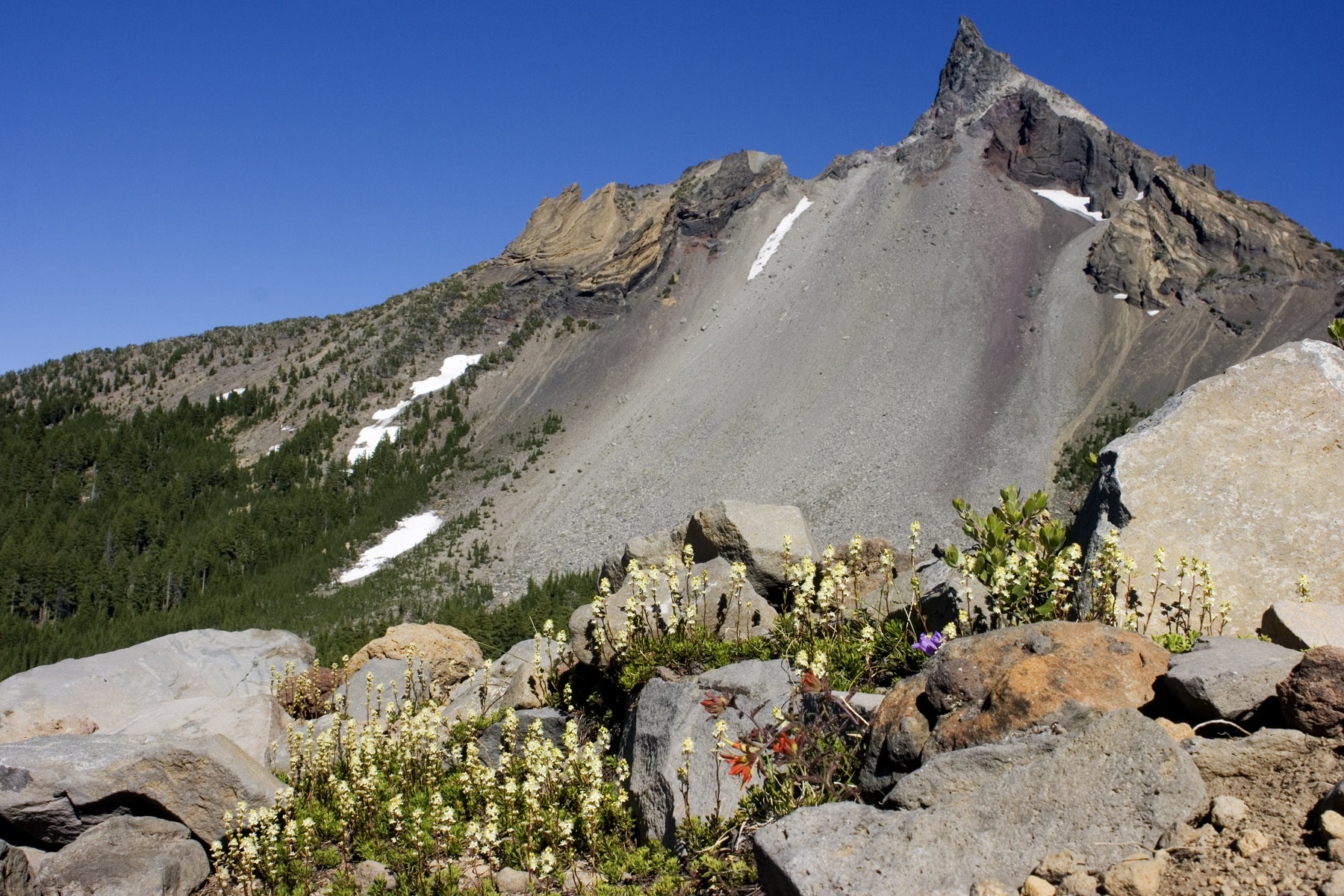
Lutkea grzebieniasta w Górach Kaskadowych pod Mount Thielsen

Lutkea grzebieniasta (Luetkea pectinata (Pursh) Kuntze) – gatunek reprezentujący monotypowy rodzaj roślin – lutkea Luetkea z rodziny różowatych. Zasięg gatunku obejmuje północno-zachodnią Amerykę Północną – zachodnią część Stanów Zjednoczonych (od Kalifornii po Waszyngton i Montanę oraz Alaskę) i zachodnią Kanadę. Występuje on na podłożu skalnym w miejscach wilgotnych i świeżych w obrębie tundry, w lukach w lasach, na łąkach, wrzosowiskach i wyleżyskach. W górach sięga po piętro alpejskie 3500 m n.p.m. Kwitnie od czerwca do września.
Roślina uprawiana jest jako ozdobna w ogrodach skalnych. Lokalnie wykorzystywana jest jako roślina lecznicza, zwłaszcza do w przypadku bolesnych menstruacji.
Nazwa naukowa upamiętnia Friedricha Benjamina Lütkego (1797–1882), rosyjskiego kapitana i badacza Arktyki.

## Morfologia
PokrójPółkrzew tworzący darnie, osiągający zwykle 10–15 cm wysokości, rzadziej do 30 cm. Pędy są płożące, z rozłogami, nagie.
LiścieZimozielone, nieopadające także po obumarciu, skrętoległe (przy czym w dole pędu międzywęźla są krótkie i liście są gęsto ułożone, w górze międzywęźla są dłuższe). Liście są ogonkowe, ogonki osiągają do 1 cm długości i są wąsko oskrzydlone. Blaszka jest zielona lub zielonoszara, naga, romboidalna, o długości do 1,5 cm, 2–3 razy trzykrotnie podzielona, brzegi blaszki są płaskie.
KwiatyOsadzone na szypułkach i zebrane po 5–20 (rzadko nieco więcej) w szczytowe grona. Kwiaty wsparte są przysadkami w dole kwiatostanu dwukrotnie trójdzielnymi, a w górze o blaszce pojedynczej, równowąskiej. Kwiaty osiągają do 6 mm średnicy. Hypancjum ma kształt półkulisty i wysokość do 1 mm, jest nagie lub owłosione. Działki kielicha w liczbie 5, są wyprostowane lub rozpostarte, trójkątne. Płatki korony w liczbie 5, są krótsze od działek, białe, jajowate do łopatkowatych. Pręcików jest 20 i są one krótsze od płatków. Zalążnia tworzona jest przez pięć owocolistków (rzadko 4 lub 6), wolnych, owłosionych. Zawierają one po 3–5 zalążków. Szyjki osadzone są bocznie.
OwoceSkupione w trwałym hypancjum i otoczone trwałymi działkami mieszki w liczbie odpowiadającej liczbie owocolistków, osiągające do 3 mm długości. Mieszki otwierają się wzdłuż obu szwów. Zawierają nasiona w liczbie od jednego do czterech.

## Systematyka
Gatunek i rodzaj klasyfikowany jest w obrębie rodziny różowatych Rosaceae do podrodziny Amygdaloideae Arnott i plemienia Spiraeeae Candolle. W obrębie plemienia jest siostrzany względem rodzaju parzydło Aruncus.

## Uprawa
Rośliny o małych wymaganiach glebowych i wysokiej mrozoodporności. Zalecane do uprawy w miejscach chłodnych i zacienionych. Rozmnaża się je z nasion wysiewanych wiosną w szklarni lub inspekcie albo za pomocą sadzonek zielnych pozyskiwanych latem i ukorzenianych w doniczkach w inspektach, wysadzanych do gruntu wiosną.